# Harrison (hrabstwo Calumet)
Harrison – miasto w Stanach Zjednoczonych, w stanie Wisconsin, w hrabstwie Calumet.